# Wasilij Mierkurjew
Wasilij Wasiljewicz Mierkurjew (ros. Васи́лий Васи́льевич Мерку́рьев; ur. 24 marca?/6 kwietnia 1904 w Ostrowie w obwodzie pskowskim, zm. 12 maja 1978 w Leningradzie) – radziecki aktor filmowy i teatralny. Ludowy Artysta ZSRR (1960). Wystąpił w 46 filmach w latach 1935–1974. Trzykrotny laureat Nagrody Stalinowskiej (1947, 1949, 1952).

## Wybrana filmografia
- 1936: Przyjaciółki jako listonosz
- 1937: Trylogia o Maksymie, część 2 – Powrót Maksyma
- 1938: Profesor Mamlock jako Krass
- 1939: Trylogia o Maksymie, część 3 – Maksym jako student
- 1946: Glinka jako Jakob Ułanow Uljanycz
- 1946: Przysięga jako generał Nikołaj Woronow
- 1947: Kopciuszek jako leśniczy, ojciec Kopciuszka
- 1948: Opowieść o prawdziwym człowieku jako sierżant Stiepan Iwanowicz
- 1949: Bitwa stalingradzka jako generał pułkownik Nikołaj Woronow
- 1951: Donieccy górnicy jako Gorowoj
- 1954: Dygnitarz na tratwie jako Niestratow
- 1955: Wieczór Trzech Króli jako Malwolio
- 1957: Lecą żurawie jako Fiodor Iwanowicz
- 1961: Opowieść lat płomiennych
- 1973: W drodze na Kasjopeję jako Błagowidow
- 1970: Siedem dziewcząt kaprala Zbrujewa jako dyrektor rybackiego sowchzou

## Nagrody i odznaczenia
- Nagroda Stalinowska (1947) za rolę Jakoba Ułanowa Uljanycza w filmie Glinka
- Nagroda Stalinowska (1949) za rolę Stiepana Iwanowicza w filmie Opowieść o prawdziwym człowieku
- Nagroda Stalinowska (1952) za rolę Gorowego w filmie Donieccy górnicy
- Zasłużony Artysta RFSRR (1947)
- Ludowy Artysta RFSRR (1955)
- Ludowy Artysta ZSRR (1960)
- Order Lenina (1974)
- Dwa Ordery Czerwonego Sztandaru Pracy (1950, 1964)

Źródło: